# 너와 파도를 탈 수 있다면
《너와 파도를 탈 수 있다면》(일본어: きみと、波にのれたら)은 2019년 6월 21일 개봉한 일본 판타지 애니메이션 영화이다.

## 출연
- 카타요세 료타 - 히나게시 미나토 역
- 카와에이 리나 - 무카이미즈 히나코 역
- 마츠모토 호노카 - 히나게시 요코 역
- 이토 켄타로 - 카와무라 와사비 역

## 줄거리
사고로 죽은 남자친구와 살아있는 여자친구의 사랑 이야기.

## 주제가
- 〈Brand New Story〉 GENERATIONS from EXILE TRIBE

## 수상 및 후보 목록
- 2019년 제32회 도쿄국제영화제 일본 애니메이션
- 2019년 제43회 안시 국제애니메이션 페스티벌 장편경쟁
- 2019년 제22회 상하이국제영화제 수상 금잔애니메이션상 (유아사 마사아키)
- 2019년 제30회 싱가포르 국제 영화제 아시안 비젼
- 2019년 제39회 하와이국제영화제 스포트라이트 온 재팬
- 2019년 제52회 시체스영화제 수상 최우수애니상 (유아사 마사아키)
- 2019년 제23회 판타지아 영화제 수상 베스트 애니메이션 - 장편 (유아사 마사아키)